# 仮カレ
『仮カレ』（かりカレ）は2015年11月3日より12月22日までNHK BSプレミアム『プレミアムよるドラマ』で放送されたテレビドラマ。題字では「仮カレ」の「レ」の先っちょがハートマークになっている。
ネット通販会社のチームリーダーとして働くアラサーの豊島杏（相武紗季）と、事務所デスクとして働くアラフォーの原田美樹（中越典子）を中心に、アラサー・アラフォーの結婚観、恋愛観を描いたラブコメディである。
題名は「今の彼氏は好きだが、一生のパートナーとは考えられない」として、一応仮に付き合っている恋人の事を指している。

## キャスト
〈〉内はドラマ設定年齢。
豊島 杏〈29〉
演 - 相武紗季
ネット通販会社ホライズンで働く上昇志向のアラサー女子。仕事も男も妥協しないと主張を掲げるが、繋ぎのカレとして派遣社員の村井と秘密交際中。
原田 美樹〈38〉
演 - 中越典子
ホライズンで働くおっとりタイプのアラフォー女子。事務職としては有能だし気遣いもできる。長く交際して結婚目前だった彼氏（佐野）がおり、会社のブライダル企画を利用して結婚予定だった。ところが一転、彼に二股を掛けられていることが発覚し、相手の女が妊娠したため婚約解消となりどん底に落ちる。異動で杏と同じ部署になる。
村井 直人〈32〉
演 - 塚本高史
杏の同僚の派遣社員。優柔不断なため女子たちには暖簾男子と言われているが、密かに杏と交際中。イラストが得意で、パソコンにポストイットを貼って連絡する時には必ずイラストを入れている。
高原 瞬〈25〉
演 - 白洲迅
ホライズンの若手営業のホープ。美樹のことを秘書課の京都和菓子屋の娘と勘違いして口説き始める。
望月 沙耶〈19〉
演 - 古畑星夏
杏の職場の仕事より恋愛優先な19歳の派遣社員。仕事のミスで頻繁に鈴子に叱責を受けているがめげない。元カレにストーキングされて村井に相談する。その対応に思わず好きになってしまうが、のちに村井が実は杏と交際していることを知る。
飯田 ゆり〈20〉
演 - 小宮有紗
沙耶と社内恋愛情報交換するのが趣味。高原を狙って合コンに誘ったりしていたが脈はない。
和泉 奈々〈25〉
演 - 我妻三輪子
佐野 良晴〈41〉
演 - 田中直樹
美樹と交際して婚約までしていたが、もう一人の彼女を妊娠させてしまい破局に至る。そのことで会社のロビーでいきなり杏のストレートパンチを受けてKOされる。
小野 サクラ〈29〉
演 - 木南晴夏
杏の大学時代の同級生で、現在はライヴァル会社ジャングルの女社長。学生時代に杏の彼氏を寝取ったことがある。
日下 部仁〈40〉
演 - 眞島秀和
ホライズン建て直しのためにヘッドハンティングされてきた敏腕マネージャー。外国語に堪能で、スワヒリ語まで話せる。杏のことを弄って遊んでいるのかと思えば、突然、告白して付き合わないかと言いだす。
筧 鈴子〈49〉
演 - 秋山菜津子
田中 慶太〈35〉
演 - 吉田ウーロン太
クリエイティブ部デザイナー。
磯貝 卓〈39〉
演 - 大重わたる
EC運営部主任。

## スタッフ
- 作：大林利江子
- 演出：竹村謙太郎、松田礼人、福田亮介（ドリマックス）
- 主題歌：aiko「プラマイ」（PONY CANYON）[3]

## 放送日程
| 放送回 | 放送日   | サブタイトル     | 演出 |
| ------ | -------- | ---------------- | ---- |
| 第1話  | 11月03日 | 本命じゃない恋人 |      |
| 第2話  | 11月10日 | イタい女の恋     |      |
| 第3話  | 11月17日 | のれん男の裏切り |      |
| 第4話  | 11月24日 | 恋の四角関係     |      |
| 第5話  | 12月01日 | 仮カレの終わり   |      |
| 第6話  | 12月08日 | 新たな恋の気配   |      |
| 第7話  | 12月15日 | 突然のプロポーズ |      |
| 最終話 | 12月22日 | 女たちの本命     |      |